# Nord Art

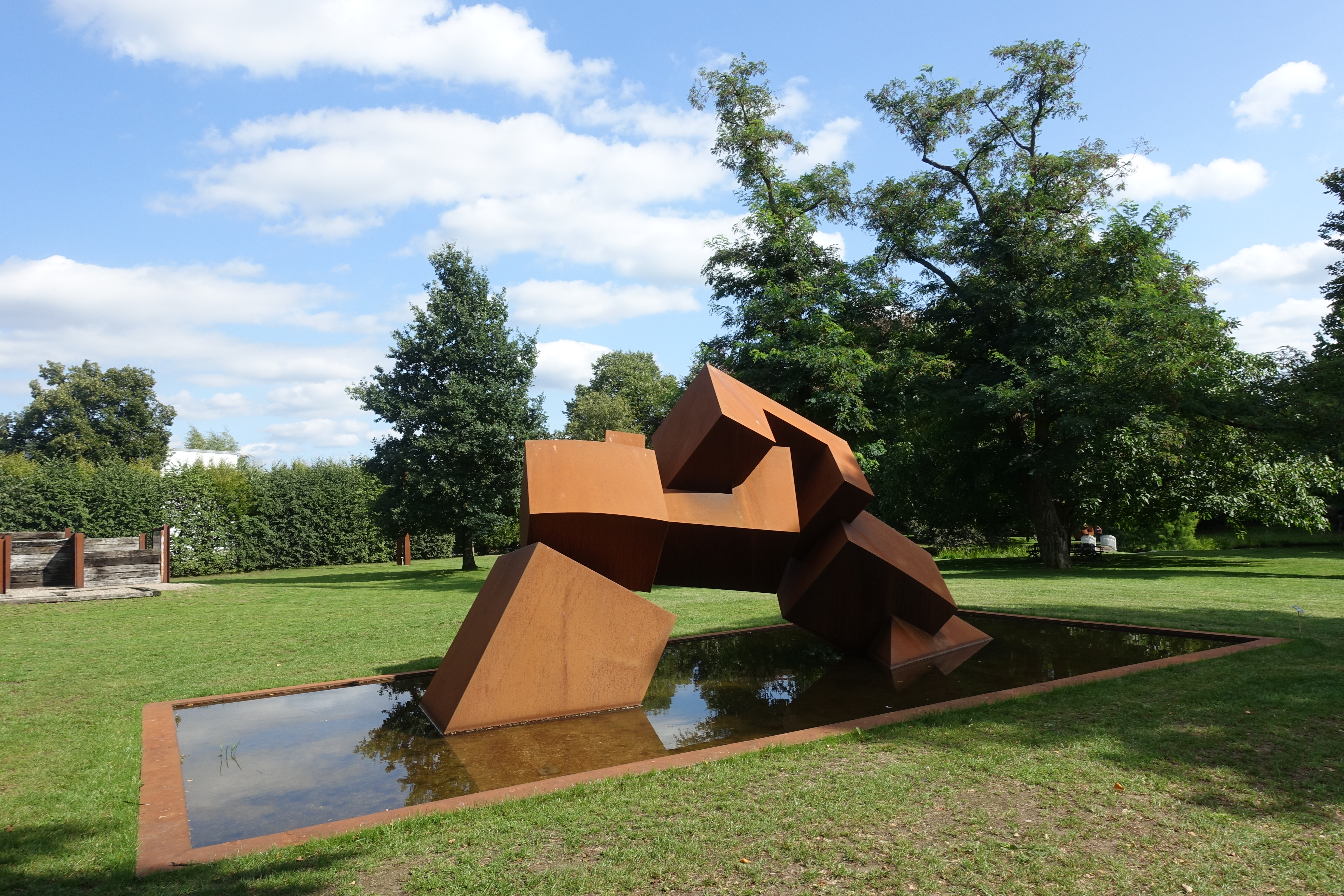
Exposición Artística de Büdelsdorf, Alemania en 2019

Nord Art es una exposición artística que tiene lugar cada año entre junio y octubre desde 1998 en Büdelsdorf, Alemania; cuenta con el reconocimiento y apoyo de las ciudades de Büdelsdorf y Rendsburg y del grupo industrial ACO, los cuales preservan el Kunst in der Carlshütte GmbH, antigua fábrica de fundición abierta en 1827 y que hoy en día cuenta con más de 82.000 m² de área para la exhibición de pinturas, esculturas, fotografías, instalaciones y videos de diversos artistas que han sido previamente seleccionados.

## Importancia
El foro de las artes, KiC Kunst in der Carlshütte, surge como resultado de la iniciativa conjunta del Grupo Industrial ACO y de las ciudades de Büdelsdorf y Rendsburg. Sus 82.000 m² de zona expositiva son utilizados para la realización de conferencias, conciertos, obras de teatro, películas y, sobre todo, exposiciones de arte. Cada año entre los meses de junio y octubre tiene lugar Nord Art, una muestra de pintura, fotografía, escultura, instalación y video, en la que más de 200 artistas de todo el mundo exhiben sus creaciones; figurando así como el evento de arte más importante del norte de Europa; el cual cada vez más atrae a miles de visitantes, tanto alemanes como extranjeros.
Nord Art es el resultado del idealismo y entusiasmo del sector privado y la convicción del sector público de que la cultura, además de propiciar gozo y placer, implica a su vez una responsabilidad social. Es un interesante proyecto en el que las manifestaciones culturales, artísticas y académicas han consolidado no sólo la realización de la exhibición más importante del norte de Europa sino también el impulso del potencial turístico de las ciudades de Büdelsdorf y Rendsburg, atrayendo con ello un mayor desarrollo económico de la región de Schleswig-Holstein.

## Historia
Posterior al cierre del carlshütte, antigua fábrica de fundición abierta en 1827 y clausurada 170 años después, la planta industrial se convirtió en un gigantesco espacio creativo. Gracias a la visión del empresario Hans-Julius Ahlmann, director del Grupo Industrial ACO y a la creatividad del artista y curador Wolfgang Gramm, se establecieron las bases de un exitoso e innovador proyecto que en 1998 tuvo su primera edición. No en vano en el 2008, el gobierno alemán galardonó a Nord Art como parte de la iniciativa "Alemania, país de ideas"; reconocimiento que ha propiciado además el patrocinio del gobierno de Schleswig-Holstein, que cuenta con la ayuda de la Unión Europea. 
Como parte de los eventos organizados por el foro KiC, Nord Art fue concebida como una exposición creada por artistas para artistas, razón por la cual se explica el alto nivel de aceptación y demanda por parte de los diversos creadores. En el año 2010 se recibieron propuestas de 1327 artistas de 81 países, de las cuales tan sólo 222 fueron aceptadas (la mayoría procedentes de Europa, pero también de Asia y América) en representación de 57 naciones. Según el curador Wolfgang Gramm, los criterios de selección obedecen principalmente a la calidad, creatividad e ingenio de los diferentes proyectos presentados.

## Espacios expositivos
Nord Art cuenta a su vez con diversos escenarios. El carlshütte posee un área para exposiciones de 22.000 m². Al cerrarse la fábrica de fundición en 1997, se temía que la ciudad de Büdelsdorf dejaría de contar con una histórica institución; sin embargo, este antiguo edificio industrial ha propiciado hoy en día una importante muestra de arte internacional. Adicionalmente se dispone de 60.000 m² de zonas verdes, espacio que se ha convertido en un gran parque de esculturas, en el que obras de granito tallado y mármol pulido se mezclan con los grandes cuerpos escultóricos de hierro oxidado y acero reluciente. Además, Nord Art ha extendido sus áreas de exhibición a las ciudades de Büdelsdorf y Rendsburg, al incorporar obras de gran formato que le han impregnado un nuevo dinamismo a las urbes y que han impulsado también el desarrollo turístico de la zona.

## Simposio KiC y Academia Libre de las Artes
Además de la exhibición de arte, en Nord Art se establece el Simposio Internacional KiC. En el mes de mayo, previo a la inauguración de la muestra, pintores y escultores de notable trayectoria desarrollan obras de gran formato in situ, con el apoyo y colaboración de jóvenes artistas. Además de compartir conocimientos y experiencias, este evento propicia asimismo la posibilidad de elaborar ingeniosas propuestas y la generación de nuevos contactos. Y como producto de este simposio, surge en el 2003 la Academia Libre de las Artes de Schleswig Holstein gGmbH. De la misma forma que otras instituciones análogas, la Academia se ha propuesto como objetivos la creación de espacios para la expresión artística así como el fomento del intercambio activo de prácticas e ideas.